# Barrina
Barrina är ett släkte av svampar. Barrina ingår i familjen Coniochaetaceae, ordningen Coniochaetales, klassen Sordariomycetes, divisionen sporsäcksvampar och riket svampar.
|         | Coniochaeta                         |
|         |                                     |
| Barrina | \| \| Barrina polyspora \| \| \| \| |
|         | \| \| Barrina polyspora \| \| \| \| |
|         | Lecythophora                        |
|         |                                     |
|         | Poroconiochaeta                     |
|         |                                     |
|         | Synaptospora                        |
|         |                                     |
|         | Ascotrichella                       |
|         |                                     |
|         | Barrina polyspora                   |
|         |                                     |

|  | Barrina polyspora |
|  |                   |